# Angevila
Angevila (en francès Angeville) és un municipi francès situat al departament de Tarn i Garona i a la regió d'Occitània. Limita amb els municipis de Castèlmairan, Garganvilar, Fajòlas, Sent Arromèc i Caumont.

## Demografia
| 1962                                       | 1968 | 1975 | 1982 | 1990 | 1999 | 2007 |
| ------------------------------------------ | ---- | ---- | ---- | ---- | ---- | ---- |
| 148                                        | 157  | 133  | 138  | 165  | 169  | 194  |
| Des de 1962: població sense dobles comptes |      |      |      |      |      |      |

## Administració
| Període | Identitat            | Partit |
| ------- | -------------------- | ------ |
| 2001-   | Christian Lacassagne | PS     |